# Discos Kriminales
Discos Kriminales fue una pequeña discográfica independiente que durante 1983 editó varios singles y un gran número de maquetas. Fue creada por los músicos y compositores Manolo García y Quimi Portet y el periodista Jaime Gonzalo.

## Historia
Discos Kriminales fue la primera aventura empresarial de Manolo García y Quimi Portet, que por esa época lideraban la banda de rock llamada Los Burros. Con la ayuda de Jaime Gonzalo logran crear una pequeña discográfica con intención de editar algunos sencillos de unos pocos artistas allegados a los compositores. Además, Quimi Portet aprovechó para editar un sencillo con dos temas de Kul de Mandril, grupo al que perteneció, que hasta ahora no había conseguido grabar. El proyecto no llegó a durar más que unos pocos meses, tras los cuales decidieron cerrar la discográfica debido a las escasas perspectivas de éxito.

## Sencillos editados
Los sencillos editados de los que se tiene constancia son:
- Primero Segunda - Necesito ingresar de inmediato (1983)
- Kul de Mandril - Jamón de mono (1983)

- Datos: Q5808282